# The Black Dog
The Black Dog était à l'origine un trio de producteurs anglais de musique électronique, formé de Ken Downie, Ed Handley et Andy Turner, également connus à l'époque sous le nom de Black Dog Productions. Après le départ de Ed Handley et Andy Turner (produisant en duo sous le nom de Plaid), Ken Downie a poursuivi par intermittence le projet Black Dog avec différents artistes pour finalement revenir sur le devant de la scène avec une série de publications sur le label Dust Science Recordings, dans une formation l'associant aux deux fondateurs du label, Martin et Richard Dust.

## Biographie
Après plusieurs EPs autoédités, le groupe signe chez Warp Records en 1993 et sort des albums tels que Bytes (1993) et Spanners (1995). En 1995, Handley et Turner quittent le groupe pour travailler sur leur projet dérivé Plaid. Downie continue d'enregistrer sous le nom de The Black Dog, rejoint en 2001 par Richard et Martin Dust. Les premiers EPs du groupe ont été rassemblés sur la compilation Book of Dogma en 2007.

## Discographie

### Albums
Ken Downie avec Ed Handley et Andy Turner :
- 1993 Bytes (sous le nom Black Dog Productions)
- 1993 Temple of Transparent Balls (en)
- 1995 Spanners

Ken Downie seul :
- 1996 Music for Adverts (and Short Films) (en)

Ken Downie avec Steve Ash et Ross Knight :
- 2002 Unsavoury Products (en) (avec Black Sifichi (en))

Ken Downie avec Martin Dust and Richard Dust:
- 2005 Silenced (en)
- 2008 Radio Scarecrow (en)
- 2009 Further Vexations (en)
- 2010 Music for Real Airports (en)
- 2011 Liber Dogma (en)
- 2013 Tranklements
- 2015 Neither/Neither
- 2018 Black Daisy Wheel
- 2018 Post-Truth